# Посольство России в Австрии
Посольство Российской Федерации в Австрийской Республике — официальное дипломатическое представительство Российской Федерации в Австрийской Республике.
Посольство России в Австрии расположено в бывшем дворце герцога Нассауского, который был построен в конце XIX века. Рядом с посольством расположен построенный в 1893—1899 годах как посольский Храм Святителя и Чудотворца Николая, символизируя российское присутствие в австрийской столице.

## История
Здание, в котором расположено посольство России в Вене было построено по заказу герцога Нассауского известным архитектором Алоисом Вурм-Арнкранцем в стиле Венского неоренессанса в 1872—1873 годах. Фасад здания строго пропорционален, украшен открытым балконом с балюстрадой. В отделке фасада здания (колонны, парадная лестница) и деталей внутреннего убранства использованы натуральный мрамор и гранит. В большом зале приёмов и двух салонах второго этажа сохранились оригинальные детали отделки и лепнина. Над центральной частью здания возвышается стеклянный купол, который подчёркивает объём и воздушность композиции холла.
Дворец был приобретён у герцога фон Нассау под посольство России в 1891 году послом России в Вене князем А. Б. Лобановым-Ростовским. С этого момента здание используется в течение более 120 лет в качестве посольства сначала России, затем СССР и с 1991 года Российской Федерации в Австрии. Правда, с некоторым перерывом в 1938—1945 гг. После аншлюса Австрии в марте 1938 года и её присоединения к фашистскому рейху дипломатические отношения были прерваны. В годы фашистского правления в Австрии, после нападения Германии на Советский Союз, в здании посольства и храме Святителя и Чудотворца Николая располагались общежитие Гитлерюгенда и другие учреждения.
В 1945 году в ходе боёв советских войск с гитлеровскими войсками за освобождение Вены дом незначительно пострадал. При проведении реставрационных работ в 1947—1950 годах по проекту австрийского архитектора Рихарда Зидека были сняты фигуры, колесница и флагшток, до того украшавшие сооружение по периметру кровли, а также фигуры в нишах по лицевому фасаду. Тогда же демонтированы два фонтана, находившиеся по краям здания.
В здании посольства проходили важные международные встречи: в июне 1961 года состоялась встреча Н. С. Хрущёва с Джоном Кеннеди, а в июне 1979 года — переговоры Л. И. Брежнева с Дж. Картером, которые завершились подписанием Договора об ограничении стратегических наступательных вооружений (ОСВ-2).
С 1991 г. здание посольства де-факто используется дипломатической миссией Российской Федерации, однако оно так и не было переоформленно в его собственность из-за неурегулированного конфликта между Россией и Украиной касательно зарубежных активов СССР.